# Moussé
Moussé é uma comuna francesa na região administrativa da Bretanha, no departamento Ille-et-Vilaine. Estende-se por uma área de 3,34 km². Em 2010 a comuna tinha 348 habitantes (densidade: 104,2 hab./km²).